# 皇帝と公爵
『皇帝と公爵』（こうていとこうしゃく、ポルトガル語原題：Linhas de Wellington）は、バレリア・サルミエント監督による2012年のフランス・ポルトガルの叙事詩的戦争映画である。
第69回ヴェネツィア国際映画祭のコンペティション部門でプレミア上映され、金獅子賞を争った。他に2012年のサン・セバスティアン国際映画祭や第37回トロント国際映画祭、2012年のニューヨーク映画祭でも上映された。日本ではフランス映画祭2013で『ウェリントン将軍〜ナポレオンを倒した男〜』の題で上映された後、2013年に一般公開された。その後、DVD化された際の邦題は『ナポレオンに勝ち続けた男 -皇帝と公爵-』。
2013年には第86回アカデミー賞の外国語映画賞にポルトガル代表として出品された。

## キャスト
- ジョン・マルコヴィッチ
- ヴァンサン・ペレーズ
- マリサ・パレデス
- メルヴィル・プポー
- エルザ・ジルベルスタイン
- ソライア・シャーヴェス（英語版）
- リカルド・ペレイラ（英語版）
- カルロト・コッタ（英語版）
- ヌーノ・ロペス（英語版）
- ジェミマ・ウェスト（英語版）
- カトリーヌ・ドヌーヴ